# Sint-Laurentiuskerk (Spaubeek)
De Sint-Laurentiuskerk is een kerkgebouw in Spaubeek in de Nederlands Zuid-Limburgse gemeente Beek. De kerk is de parochiekerk van het dorp en staat in de vroegere buurtschap Hoeve. Ze ligt aan de Bongerd in de nabijheid van de Kerkstraat en ligt aan de noordzijde van een plein.
Het kerkgebouw is een rijksmonument en gewijd aan de heilige Laurentius.

## Geschiedenis
In 1148 wordt de kerk van Spaubeek voor het eerst genoemd. Ze was gewijd aan Sint-Laurentius. Ze stond echter niet in de dorpskern, maar bevond zich langs een oude Romeinse heerbaan ver buiten het dorp, thans de buurtschap Oude Kerk.
In 1837 werd er in het dorp Spaubeek een kerk gebouwd en werd de kerk in de buurtschap Oude Kerk gesloopt.
In 1865 werd op de plaats van de oude kerk in de buurtschap Oude Kerk de Sint-Annakapel gebouwd.
In de periode 1924-1926 werd de huidige Sint-Laurentiuskerk gebouwd op de plaats van de vorige kerk naar het ontwerp van architect J. Schoenmaekers uit Sittard. Het gebouw is opgetrokken in traditionalistische stijl.
In 1969-1970 werd het koor uitgebreid tot in de viering en het altaar achter het kruispunt van het schip en de kruisarmen geplaatst.

## Opbouw
Het gebouw bestaat uit een westtoren met middeningang, uitgebouwd trappenhuis en ingesnoerde torenspits, een driebeukig schip met vijf traveeën, een transept, een koor en tegen de tuitvormige kopgevel van het koor bevindt zich de lage, afgeschuinde apsis met rondboogvensters. De kerk heeft houten spitsbooggewelven die rood en wit geschilderd zijn. Het gebouw is opgetrokken in nivelsteiner zandsteen.

## Kruisen
In de gevel van het koor bevinden zich meerdere oude kruisen die op zichzelf ook rijksmonument zijn.

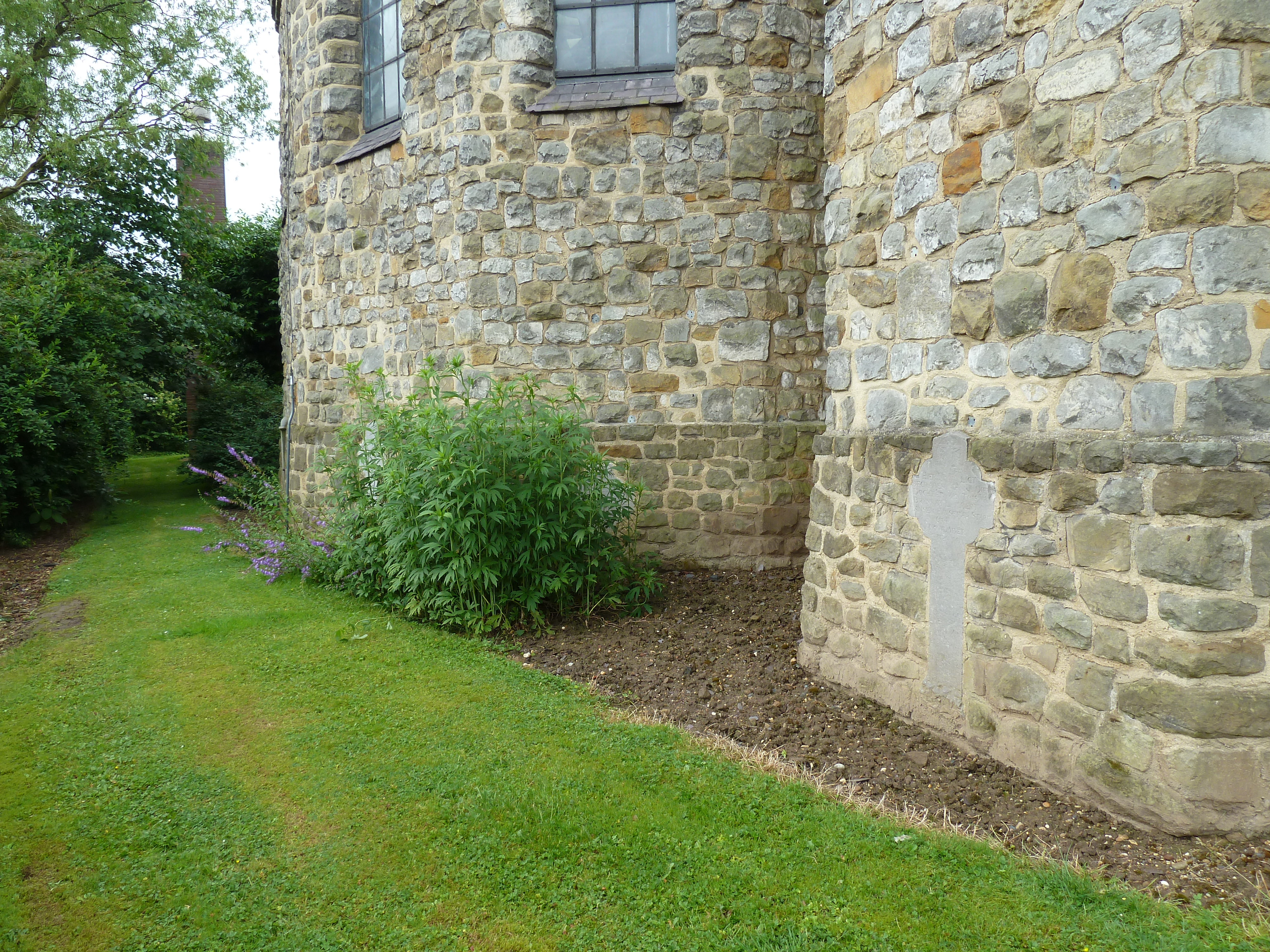
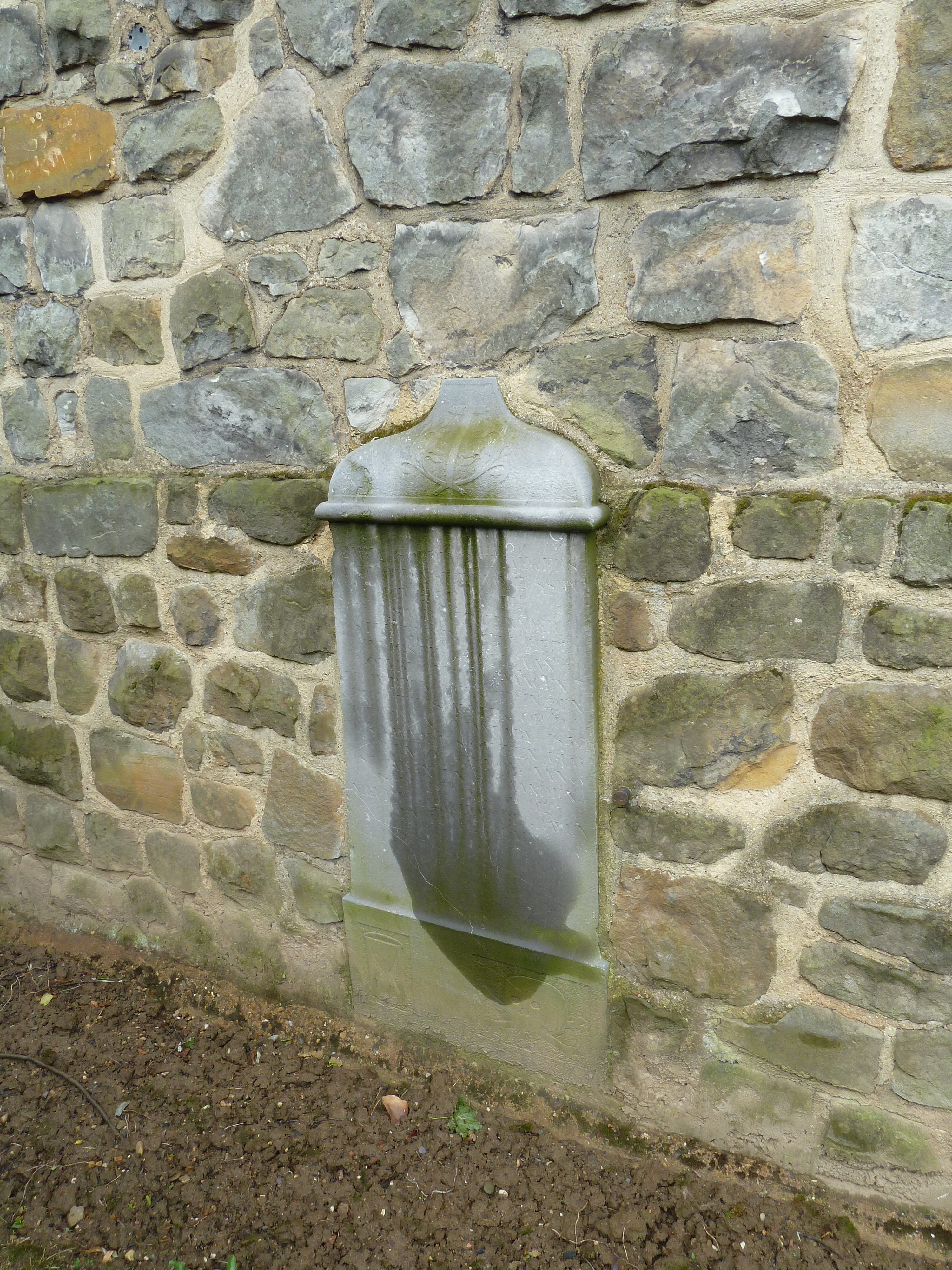
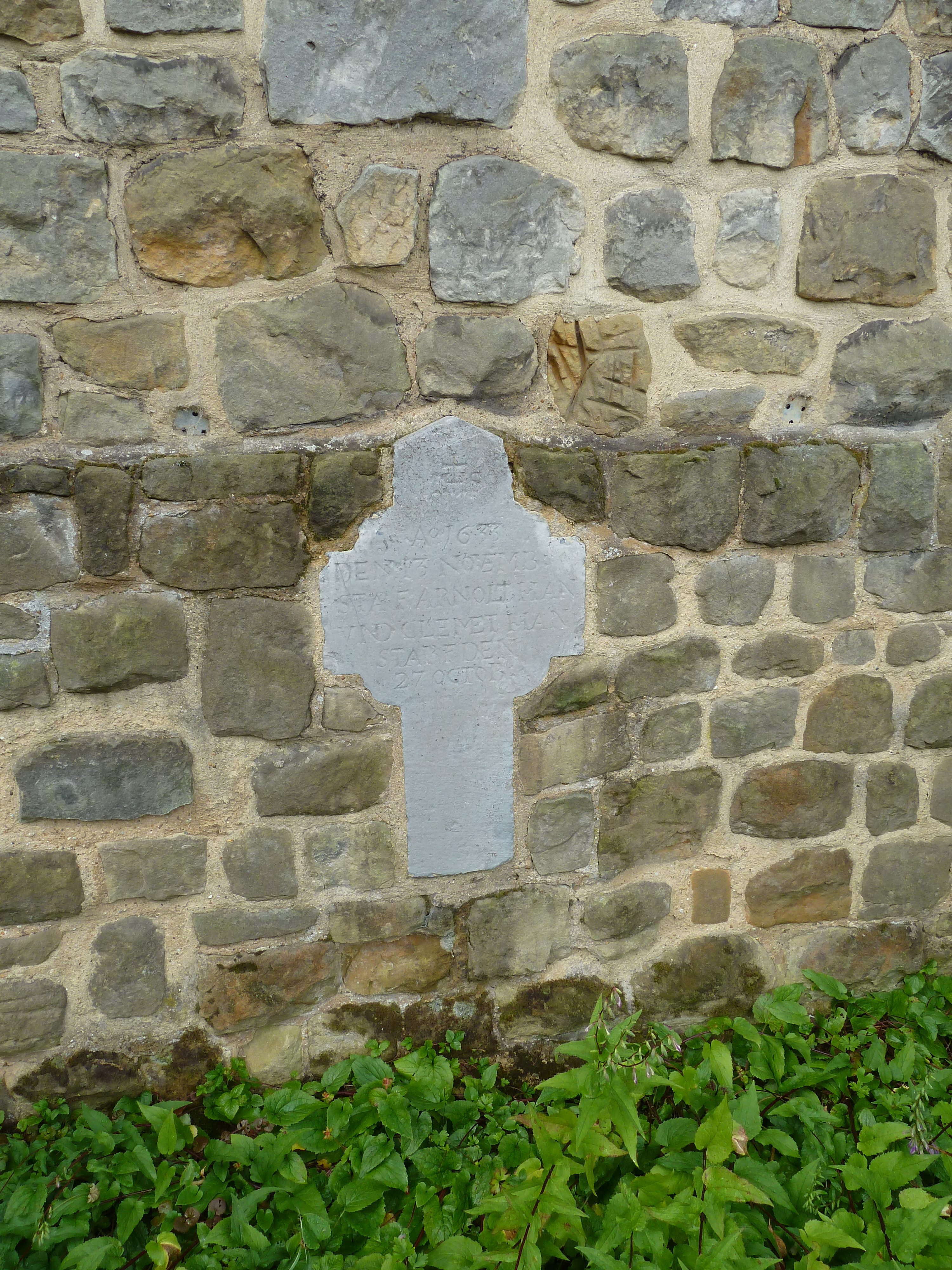
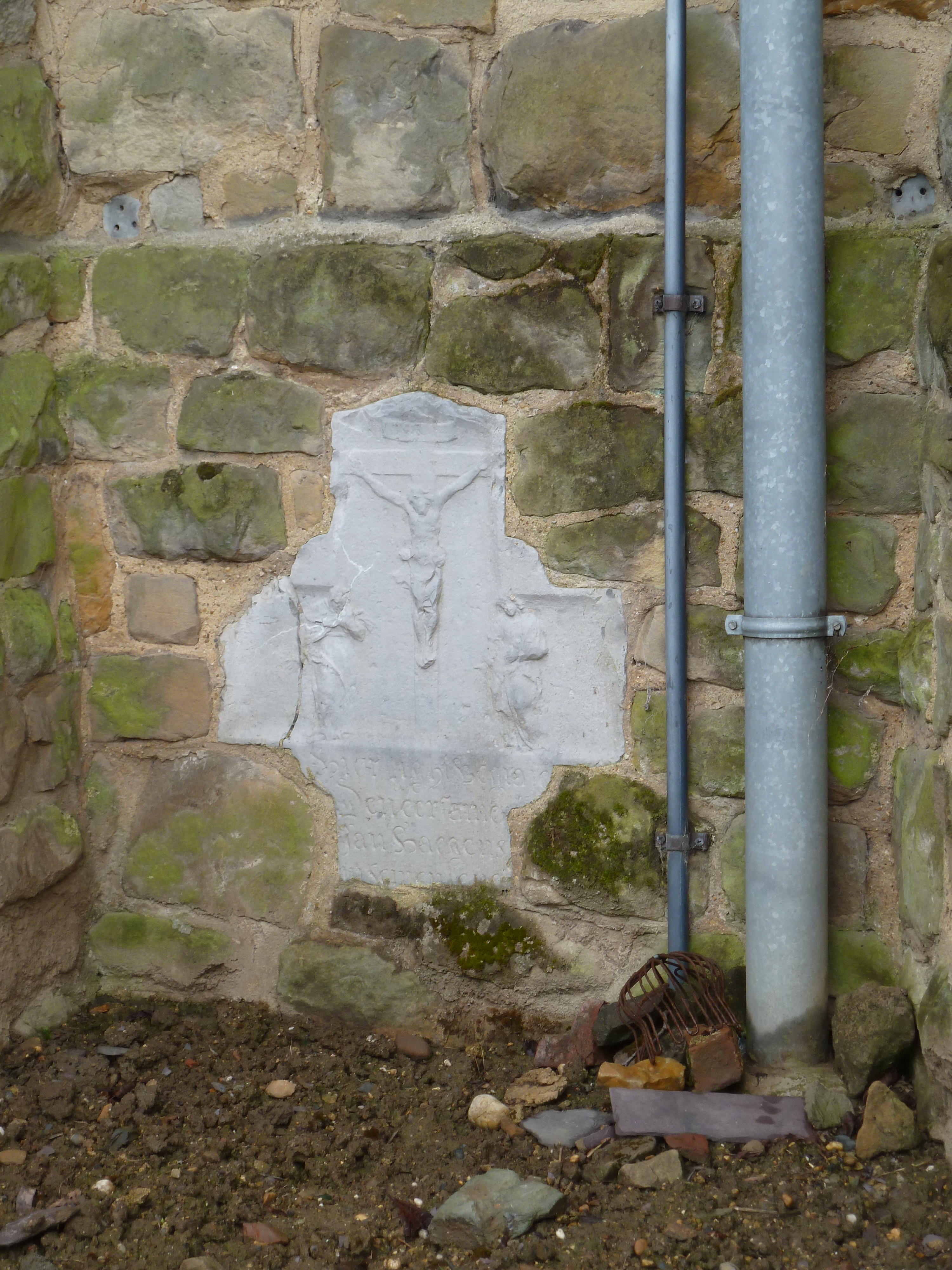
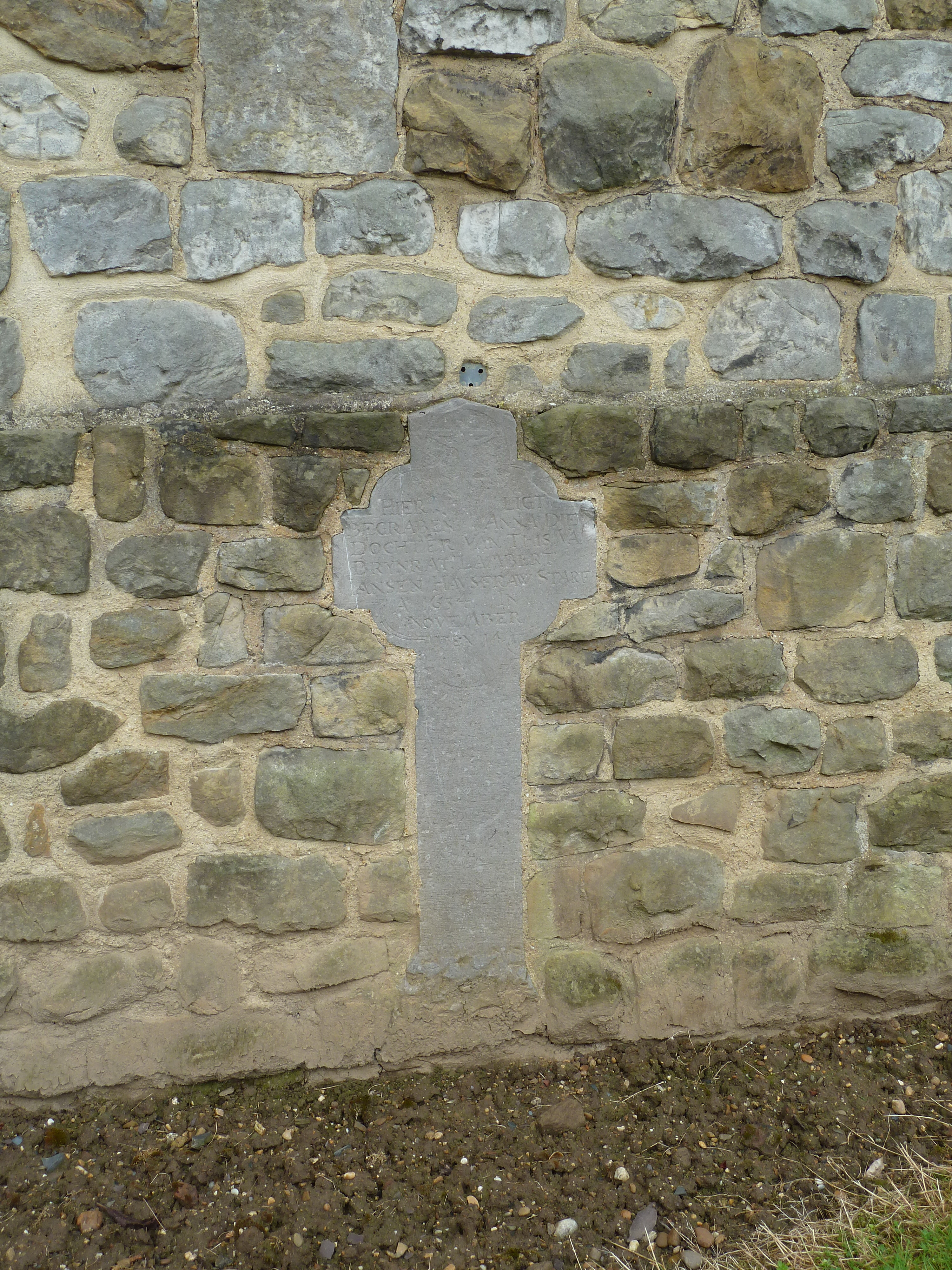
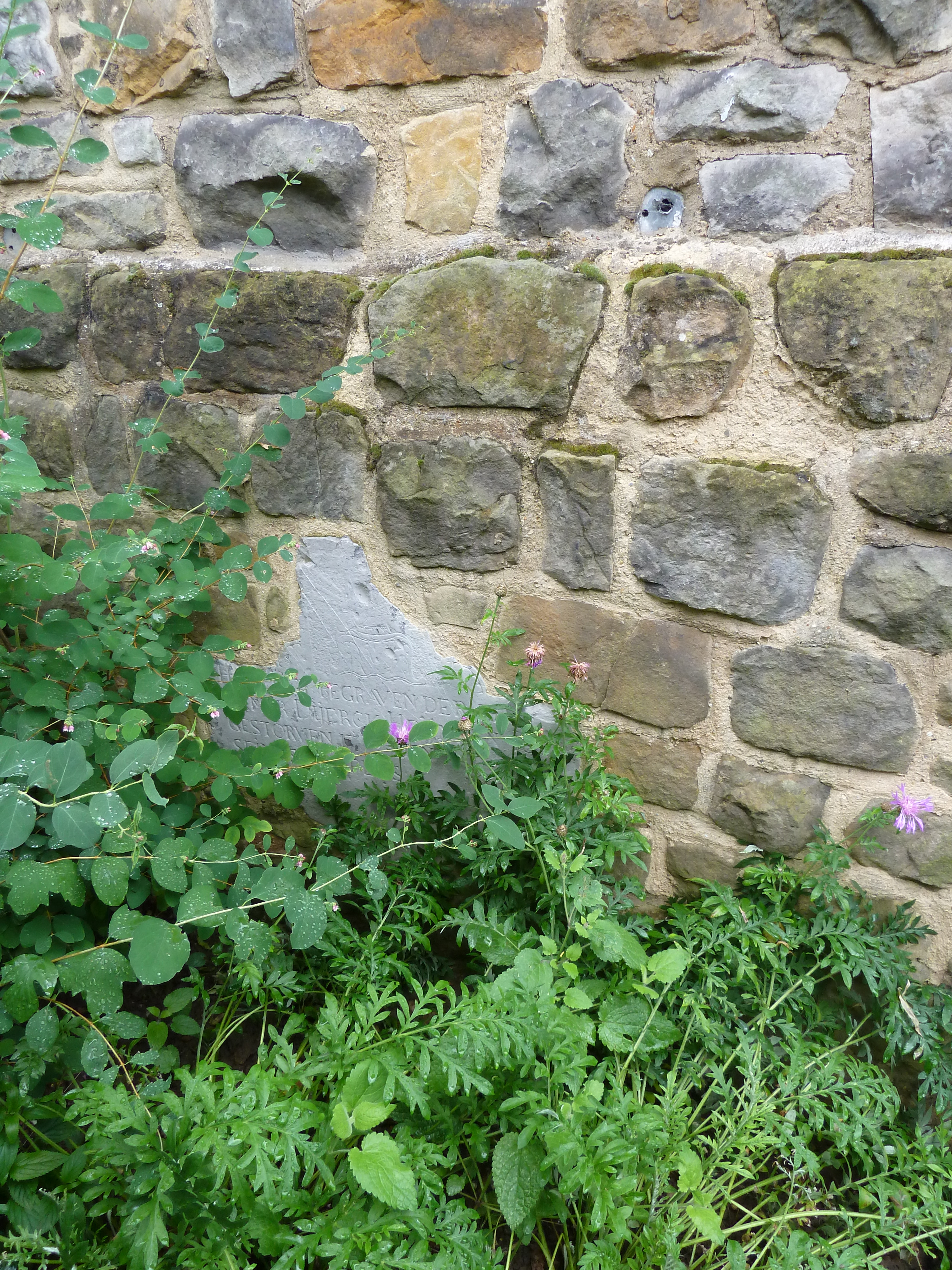